# Heroes: Origins
Heroes: Origins (Héroes: Orígenes en español) es una serie derivada de la serie de ciencia ficción Heroes, de la cadena de televisión estadounidense NBC. Su creador, Tim Kring, ha dicho que «La serie no constará de una temporada de 20 episodios, sino de 6. En estos serán presentados personajes nuevos en el mundo de Héroes. Cada episodio tendrá una historia aislada y una moraleja, pero será divertido para el público encontrar diferentes anexos con la serie original». Asimismo, según revela el propio Tim Kring, aunque ninguno de los personajes de Héroes participará en el spin-off, sí podremos ver algunos detalles o guiños a la serie regular.
El spin-off está actualmente en desarrollo del guion. Además, se comenta que serán los propios espectadores los que elijan, a través de votaciones en la web, qué personaje / personajes de los que protagonizarán los capítulos de Origins son los favoritos de la audiencia, pudiendo quedar éstos fijos en la serie regular para la siguiente temporada.
«Tenemos algo que llamó “el desafío más grande” para el año próximo, que está intentando permanecer más constante en nuestro programa para las audiencias». El director de la NBC, Kevin Reilly, dijo esto a los reporteros el lunes (el 14 de mayo) en una rueda de prensa anunciando la duración de la temporada de 2007-08.  «Pedimos al 'creador de Héroes' Tim Kring que aportara una idea, lo que más me gusta es que no sólo terminamos con una nueva temporada de 30 horas, si no también con una idea totalmente nueva que creo va a llevar la serie al siguiente nivel». Mientras que no todos los detalles están programados aún, Reilly dice «te diré que una cosa los episodios de orígenes no se emitirán salteados, creo que de ese modo al público le costaría seguirlos».
En el Comic-con 2007 en San Diego, fue anunciado que Kevin Smith escribiría y dirigiría el primer episodio del spin-off, pues él era ya un fanático de Héroes.
En abril de 2008, un día después de que la NBC anunciase su horario prime-time para la temporada 2008–09, Ben Silverman confirmó la cancelación de Origins.